# Tour La Provence 2018
Le Tour La Provence 2018 est la 3e édition de cette course cycliste sur route par étapes masculine. Il a lieu du 8 au 11 février 2018 dans les départements du Var et des Bouches-du-Rhône, dans le sud de la France. Il fait partie du calendrier UCI Europe Tour 2018 en catégorie 2.1. Il est remporté par le coureur français Alexandre Geniez, membre de l'équipe AG2R La Mondiale et vainqueur du prologue. Il devance au classement général deux autres coureurs français : son coéquipier Tony Gallopin et Rudy Molard (FDJ). Vainqueur de deux étapes, Christophe Laporte (Cofidis) remporte le classement par points.

## Présentation

### Équipes
Classé en catégorie 2.1 de l'UCI Europe Tour, le Tour La Provence est par conséquent ouvert aux WorldTeams dans la limite de 50 % des équipes participantes, aux équipes continentales professionnelles, aux équipes continentales et aux équipes nationales.
13 équipes participent à ce Tour La Provence - 2 WorldTeams, 5 équipes continentales professionnelles, 6 équipes continentales et une équipe nationale :
| WorldTeams (2)- AG2R La Mondiale - FDJ Équipes continentales professionnelles (5)- Fortuneo-Samsic - Vital Concept - Direct Énergie - Delko-Marseille Provence-KTM - Cofidis, Solutions Crédits Équipes continentales (6)- Roubaix Lille Métropole - Saint Michel-Auber 93 - Polartec-Kometa - Sovac-Natura4Ever - Lotto-Kern-Haus - Amore & Vita-Prodir |
| |

## Étapes
Le Tour La Provence est constitué de trois étapes en ligne.
| Étape     | Date    | Villes étapes                             | type            | Distance (km) | Vainqueur d'étape  | Leader du classement général |
| --------- | ------- | ----------------------------------------- | --------------- | ------------- | ------------------ | ---------------------------- |
| Prologue  | 8 fév.  | circuit Paul-Ricard – circuit Paul-Ricard | prologue        | 5,8           | Alexandre Geniez   | Alexandre Geniez             |
| 1re étape | 9 fév.  | Aubagne – Istres                          | étape vallonnée | 165,9         | Christophe Laporte | Alexandre Geniez             |
| 2e étape  | 10 fév. | La Ciotat – Gémenos                       | étape vallonnée | 144,5         | Rémy Di Grégorio   | Alexandre Geniez             |
| 3e étape  | 11 fév. | Aix-en-Provence – Marseille               | étape vallonnée | 166,7         | Christophe Laporte | Alexandre Geniez             |

## Déroulement de la course

### Prologue
Le prologue se déroule sur le circuit Paul Ricard au Castellet, dans le département du Var, sur 5,8 km.
| \| Classement de l'étape \| Classement de l'étape \| Classement de l'étape \| Classement de l'étape \| Classement de l'étape \| \| Coureur \| Coureur \| Pays \| Équipe \| Temps \| \| --------------------- \| --------------------- \| --------------------- \| -------------------------- \| --------------------- \| \| 1er \| Alexandre Geniez \| France \| AG2R La Mondiale \| 6 min 49 s \| \| 2e \| Sylvain Chavanel \| France \| Direct Énergie \| + 2 s \| \| 3e \| Christophe Laporte \| France \| Cofidis, Solutions Crédits \| + 2 s \| \| 4e \| Tony Gallopin \| France \| AG2R La Mondiale \| + 5 s \| \| 5e \| Rudy Molard \| France \| FDJ \| + 7 s \| \| 6e \| Yoann Paillot \| France \| Saint Michel-Auber 93 \| + 7 s \| \| 7e \| Jérémy Cabot \| France \| Roubaix Lille Métropole \| + 7 s \| \| 8e \| Marc Sarreau \| France \| FDJ \| + 8 s \| \| 9e \| Bruno Armirail \| France \| FDJ \| + 8 s \| \| 10e \| Anthony Perez \| France \| Cofidis, Solutions Crédits \| + 10 s \| |                    |        |                            |            |
| |                    |        |                            |            |
| |                    |        |                            |            |
| Classement de l'étape |                    |        |                            |            |
| Coureur | Coureur            | Pays   | Équipe                     | Temps      |
| 1er | Alexandre Geniez   | France | AG2R La Mondiale           | 6 min 49 s |
| 2e | Sylvain Chavanel   | France | Direct Énergie             | + 2 s      |
| 3e | Christophe Laporte | France | Cofidis, Solutions Crédits | + 2 s      |
| 4e | Tony Gallopin      | France | AG2R La Mondiale           | + 5 s      |
| 5e | Rudy Molard        | France | FDJ                        | + 7 s      |
| 6e | Yoann Paillot      | France | Saint Michel-Auber 93      | + 7 s      |
| 7e | Jérémy Cabot       | France | Roubaix Lille Métropole    | + 7 s      |
| 8e | Marc Sarreau       | France | FDJ                        | + 8 s      |
| 9e | Bruno Armirail     | France | FDJ                        | + 8 s      |
| 10e | Anthony Perez      | France | Cofidis, Solutions Crédits | + 10 s     |

| \| Classement général \| Classement général \| Classement général \| Classement général \| Classement général \| \| Coureur \| Coureur \| Pays \| Équipe \| Temps \| \| ------------------ \| ------------------ \| ------------------ \| -------------------------- \| ------------------ \| \| 1er \| Alexandre Geniez \| France \| AG2R La Mondiale \| 6 min 49 s \| \| 2e \| Sylvain Chavanel \| France \| Direct Énergie \| + 2 s \| \| 3e \| Christophe Laporte \| France \| Cofidis, Solutions Crédits \| + 2 s \| \| 4e \| Tony Gallopin \| France \| AG2R La Mondiale \| + 5 s \| \| 5e \| Rudy Molard \| France \| FDJ \| + 7 s \| \| 6e \| Yoann Paillot \| France \| Saint Michel-Auber 93 \| + 7 s \| \| 7e \| Jérémy Cabot \| France \| Roubaix Lille Métropole \| + 7 s \| \| 8e \| Marc Sarreau \| France \| FDJ \| + 8 s \| \| 9e \| Bruno Armirail \| France \| FDJ \| + 8 s \| \| 10e \| Anthony Perez \| France \| Cofidis, Solutions Crédits \| + 10 s \| |                    |        |                            |            |
| |                    |        |                            |            |
| |                    |        |                            |            |
| Classement général |                    |        |                            |            |
| Coureur | Coureur            | Pays   | Équipe                     | Temps      |
| 1er | Alexandre Geniez   | France | AG2R La Mondiale           | 6 min 49 s |
| 2e | Sylvain Chavanel   | France | Direct Énergie             | + 2 s      |
| 3e | Christophe Laporte | France | Cofidis, Solutions Crédits | + 2 s      |
| 4e | Tony Gallopin      | France | AG2R La Mondiale           | + 5 s      |
| 5e | Rudy Molard        | France | FDJ                        | + 7 s      |
| 6e | Yoann Paillot      | France | Saint Michel-Auber 93      | + 7 s      |
| 7e | Jérémy Cabot       | France | Roubaix Lille Métropole    | + 7 s      |
| 8e | Marc Sarreau       | France | FDJ                        | + 8 s      |
| 9e | Bruno Armirail     | France | FDJ                        | + 8 s      |
| 10e | Anthony Perez      | France | Cofidis, Solutions Crédits | + 10 s     |

### 1reétape
L'étape relie Aubagne à Istres, sur 184 km, avec un dénivelé de 1 495 m.
| \| Classement de l'étape \| Classement de l'étape \| Classement de l'étape \| Classement de l'étape \| Classement de l'étape \| \| Coureur \| Coureur \| Pays \| Équipe \| Temps \| \| --------------------- \| --------------------- \| --------------------- \| ------------------------------- \| --------------------- \| \| 1er \| Christophe Laporte \| France \| Cofidis, Solutions Crédits \| 4 h 04 min 44 s \| \| 2e \| Eduard-Michael Grosu \| Roumanie \| Nippo-Vini Fantini-Europa Ovini \| + 0 s \| \| 3e \| Pierre Barbier \| France \| Roubaix Lille Métropole \| + 0 s \| \| 4e \| Rudy Barbier \| France \| AG2R La Mondiale \| + 0 s \| \| 5e \| Lilian Calmejane \| France \| Direct Énergie \| + 0 s \| \| 6e \| Julen Irizar \| Espagne \| Euskadi-Murias \| + 0 s \| \| 7e \| Dorian Godon \| France \| Cofidis, Solutions Crédits \| + 0 s \| \| 8e \| Jonas Van Genechten \| Belgique \| Vital Concept \| + 0 s \| \| 9e \| Youcef Reguigui \| Algérie \| Sovac-Natura4Ever \| + 0 s \| \| 10e \| Justin Jules \| France \| WB-Aqua Protect-Veranclassic \| + 0 s \| |                      |          |                                 |                 |
| |                      |          |                                 |                 |
| |                      |          |                                 |                 |
| Classement de l'étape |                      |          |                                 |                 |
| Coureur | Coureur              | Pays     | Équipe                          | Temps           |
| 1er | Christophe Laporte   | France   | Cofidis, Solutions Crédits      | 4 h 04 min 44 s |
| 2e | Eduard-Michael Grosu | Roumanie | Nippo-Vini Fantini-Europa Ovini | + 0 s           |
| 3e | Pierre Barbier       | France   | Roubaix Lille Métropole         | + 0 s           |
| 4e | Rudy Barbier         | France   | AG2R La Mondiale                | + 0 s           |
| 5e | Lilian Calmejane     | France   | Direct Énergie                  | + 0 s           |
| 6e | Julen Irizar         | Espagne  | Euskadi-Murias                  | + 0 s           |
| 7e | Dorian Godon         | France   | Cofidis, Solutions Crédits      | + 0 s           |
| 8e | Jonas Van Genechten  | Belgique | Vital Concept                   | + 0 s           |
| 9e | Youcef Reguigui      | Algérie  | Sovac-Natura4Ever               | + 0 s           |
| 10e | Justin Jules         | France   | WB-Aqua Protect-Veranclassic    | + 0 s           |

| \| Classement général \| Classement général \| Classement général \| Classement général \| Classement général \| \| Coureur \| Coureur \| Pays \| Équipe \| Temps \| \| ------------------ \| ------------------ \| ------------------ \| -------------------------- \| ------------------ \| \| 1er \| Alexandre Geniez \| France \| AG2R La Mondiale \| 4 h 11 min 33 s \| \| 2e \| Sylvain Chavanel \| France \| Direct Énergie \| + 2 s \| \| 3e \| Christophe Laporte \| France \| Cofidis, Solutions Crédits \| + 2 s \| \| 4e \| Tony Gallopin \| France \| AG2R La Mondiale \| + 5 s \| \| 5e \| Rudy Molard \| France \| FDJ \| + 7 s \| \| 6e \| Yoann Paillot \| France \| Saint Michel-Auber 93 \| + 7 s \| \| 7e \| Jérémy Cabot \| France \| Roubaix Lille Métropole \| + 7 s \| \| 8e \| Marc Sarreau \| France \| FDJ \| + 8 s \| \| 9e \| Bruno Armirail \| France \| FDJ \| + 8 s \| \| 10e \| Anthony Perez \| France \| Cofidis, Solutions Crédits \| + 10 s \| |                    |        |                            |                 |
| |                    |        |                            |                 |
| |                    |        |                            |                 |
| Classement général |                    |        |                            |                 |
| Coureur | Coureur            | Pays   | Équipe                     | Temps           |
| 1er | Alexandre Geniez   | France | AG2R La Mondiale           | 4 h 11 min 33 s |
| 2e | Sylvain Chavanel   | France | Direct Énergie             | + 2 s           |
| 3e | Christophe Laporte | France | Cofidis, Solutions Crédits | + 2 s           |
| 4e | Tony Gallopin      | France | AG2R La Mondiale           | + 5 s           |
| 5e | Rudy Molard        | France | FDJ                        | + 7 s           |
| 6e | Yoann Paillot      | France | Saint Michel-Auber 93      | + 7 s           |
| 7e | Jérémy Cabot       | France | Roubaix Lille Métropole    | + 7 s           |
| 8e | Marc Sarreau       | France | FDJ                        | + 8 s           |
| 9e | Bruno Armirail     | France | FDJ                        | + 8 s           |
| 10e | Anthony Perez      | France | Cofidis, Solutions Crédits | + 10 s          |

### 2eétape
L'étape relie La Ciotat à Gémenos, sur 153 km, avec un dénivelé de 2 637 m. L'arrivée de l'étape se fera au col de l'Espigoulier à Gémenos, que Rémy Di Gregorio franchit en tête devant un groupe de neuf coureurs favoris de l'épreuve.
| \| Classement de l'étape \| Classement de l'étape \| Classement de l'étape \| Classement de l'étape \| Classement de l'étape \| \| Coureur \| Coureur \| Pays \| Équipe \| Temps \| \| --------------------- \| --------------------- \| --------------------- \| ---------------------------- \| --------------------- \| \| 1er \| Rémy Di Grégorio \| France \| Delko-Marseille Provence-KTM \| 3 h 46 min 05 s \| \| 2e \| Lilian Calmejane \| France \| Direct Énergie \| + 0 s \| \| 3e \| Tony Gallopin \| France \| AG2R La Mondiale \| + 0 s \| \| 4e \| Jonathan Hivert \| France \| Direct Énergie \| + 0 s \| \| 5e \| Mathias Le Turnier \| France \| Cofidis, Solutions Crédits \| + 0 s \| \| 6e \| Rudy Molard \| France \| FDJ \| + 0 s \| \| 7e \| Alexandre Geniez \| France \| AG2R La Mondiale \| + 0 s \| \| 8e \| David Gaudu \| France \| FDJ \| + 0 s \| \| 9e \| Mathias Frank \| Suisse \| AG2R La Mondiale \| + 3 s \| \| 10e \| Sylvain Chavanel \| France \| Direct Énergie \| + 9 s \| |                    |        |                              |                 |
| |                    |        |                              |                 |
| |                    |        |                              |                 |
| Classement de l'étape |                    |        |                              |                 |
| Coureur | Coureur            | Pays   | Équipe                       | Temps           |
| 1er | Rémy Di Grégorio   | France | Delko-Marseille Provence-KTM | 3 h 46 min 05 s |
| 2e | Lilian Calmejane   | France | Direct Énergie               | + 0 s           |
| 3e | Tony Gallopin      | France | AG2R La Mondiale             | + 0 s           |
| 4e | Jonathan Hivert    | France | Direct Énergie               | + 0 s           |
| 5e | Mathias Le Turnier | France | Cofidis, Solutions Crédits   | + 0 s           |
| 6e | Rudy Molard        | France | FDJ                          | + 0 s           |
| 7e | Alexandre Geniez   | France | AG2R La Mondiale             | + 0 s           |
| 8e | David Gaudu        | France | FDJ                          | + 0 s           |
| 9e | Mathias Frank      | Suisse | AG2R La Mondiale             | + 3 s           |
| 10e | Sylvain Chavanel   | France | Direct Énergie               | + 9 s           |

| \| Classement général \| Classement général \| Classement général \| Classement général \| Classement général \| \| Coureur \| Coureur \| Pays \| Équipe \| Temps \| \| ------------------ \| ------------------ \| ------------------ \| -------------------------- \| ------------------ \| \| 1er \| Alexandre Geniez \| France \| AG2R La Mondiale \| 7 h 57 min 38 s \| \| 2e \| Tony Gallopin \| France \| AG2R La Mondiale \| + 5 s \| \| 3e \| Rudy Molard \| France \| FDJ \| + 7 s \| \| 4e \| Sylvain Chavanel \| France \| Direct Énergie \| + 11 s \| \| 5e \| Lilian Calmejane \| France \| Direct Énergie \| + 13 s \| \| 6e \| Mathias Le Turnier \| France \| Cofidis, Solutions Crédits \| + 14 s \| \| 7e \| Mathias Frank \| Suisse \| AG2R La Mondiale \| + 16 s \| \| 8e \| Jonathan Hivert \| France \| Direct Énergie \| + 19 s \| \| 9e \| David Gaudu \| France \| FDJ \| + 24 s \| \| 10e \| Quentin Pacher \| France \| Vital Concept \| + 41 s \| |                    |        |                            |                 |
| |                    |        |                            |                 |
| |                    |        |                            |                 |
| Classement général |                    |        |                            |                 |
| Coureur | Coureur            | Pays   | Équipe                     | Temps           |
| 1er | Alexandre Geniez   | France | AG2R La Mondiale           | 7 h 57 min 38 s |
| 2e | Tony Gallopin      | France | AG2R La Mondiale           | + 5 s           |
| 3e | Rudy Molard        | France | FDJ                        | + 7 s           |
| 4e | Sylvain Chavanel   | France | Direct Énergie             | + 11 s          |
| 5e | Lilian Calmejane   | France | Direct Énergie             | + 13 s          |
| 6e | Mathias Le Turnier | France | Cofidis, Solutions Crédits | + 14 s          |
| 7e | Mathias Frank      | Suisse | AG2R La Mondiale           | + 16 s          |
| 8e | Jonathan Hivert    | France | Direct Énergie             | + 19 s          |
| 9e | David Gaudu        | France | FDJ                        | + 24 s          |
| 10e | Quentin Pacher     | France | Vital Concept              | + 41 s          |

### 3eétape
L'étape relie Aix-en-Provence à Marseille, sur 167 km, avec un dénivelé de 2 307 m. Elle passe par les communes de Rians, Brue-Auriac, Tourves, Mazaugues, Plan-d'Aups-Sainte-Baume, Gémenos et Cassis.
| \| Classement de l'étape \| Classement de l'étape \| Classement de l'étape \| Classement de l'étape \| Classement de l'étape \| \| Coureur \| Coureur \| Pays \| Équipe \| Temps \| \| --------------------- \| --------------------- \| --------------------- \| ------------------------------- \| --------------------- \| \| 1er \| Christophe Laporte \| France \| Cofidis, Solutions Crédits \| 4 h 15 min 27 s \| \| 2e \| Pierre Barbier \| France \| Roubaix Lille Métropole \| + 0 s \| \| 3e \| Jonas Van Genechten \| Belgique \| Vital Concept \| + 0 s \| \| 4e \| Samuel Dumoulin \| France \| AG2R La Mondiale \| + 0 s \| \| 5e \| Romain Feillu \| France \| Saint Michel-Auber 93 \| + 0 s \| \| 6e \| Jérémy Leveau \| France \| Delko-Marseille Provence-KTM \| + 0 s \| \| 7e \| Damiano Cima \| Italie \| Nippo-Vini Fantini-Europa Ovini \| + 0 s \| \| 8e \| Marc Sarreau \| France \| FDJ \| + 0 s \| \| 9e \| Cyril Barthe \| France \| Euskadi-Murias \| + 0 s \| \| 10e \| Romain Hardy \| France \| Fortuneo-Samsic \| + 0 s \| |                     |          |                                 |                 |
| |                     |          |                                 |                 |
| |                     |          |                                 |                 |
| Classement de l'étape |                     |          |                                 |                 |
| Coureur | Coureur             | Pays     | Équipe                          | Temps           |
| 1er | Christophe Laporte  | France   | Cofidis, Solutions Crédits      | 4 h 15 min 27 s |
| 2e | Pierre Barbier      | France   | Roubaix Lille Métropole         | + 0 s           |
| 3e | Jonas Van Genechten | Belgique | Vital Concept                   | + 0 s           |
| 4e | Samuel Dumoulin     | France   | AG2R La Mondiale                | + 0 s           |
| 5e | Romain Feillu       | France   | Saint Michel-Auber 93           | + 0 s           |
| 6e | Jérémy Leveau       | France   | Delko-Marseille Provence-KTM    | + 0 s           |
| 7e | Damiano Cima        | Italie   | Nippo-Vini Fantini-Europa Ovini | + 0 s           |
| 8e | Marc Sarreau        | France   | FDJ                             | + 0 s           |
| 9e | Cyril Barthe        | France   | Euskadi-Murias                  | + 0 s           |
| 10e | Romain Hardy        | France   | Fortuneo-Samsic                 | + 0 s           |

## Classements finals

### Classement général
| \| Classement général \| Classement général \| Classement général \| Classement général \| Classement général \| \| Coureur \| Coureur \| Pays \| Équipe \| Temps \| \| ------------------ \| ------------------ \| ------------------ \| ---------------------------- \| ------------------ \| \| 1er \| Alexandre Geniez \| France \| AG2R La Mondiale \| 12 h 13 min 05 s \| \| 2e \| Tony Gallopin \| France \| AG2R La Mondiale \| + 5 s \| \| 3e \| Rudy Molard \| France \| FDJ \| + 7 s \| \| 4e \| Sylvain Chavanel \| France \| Direct Énergie \| + 11 s \| \| 5e \| Lilian Calmejane \| France \| Direct Énergie \| + 13 s \| \| 6e \| Mathias Le Turnier \| France \| Cofidis, Solutions Crédits \| + 14 s \| \| 7e \| Mathias Frank \| Suisse \| AG2R La Mondiale \| + 16 s \| \| 8e \| Jonathan Hivert \| France \| Direct Énergie \| + 19 s \| \| 9e \| David Gaudu \| France \| FDJ \| + 24 s \| \| 10e \| Quentin Pacher \| France \| Vital Concept \| + 41 s \| \| 11e \| Maxime Bouet \| France \| Fortuneo-Samsic \| + 42 s \| \| 12e \| Yoann Bagot \| France \| Vital Concept \| + 42 s \| \| 13e \| Rémy Di Grégorio \| France \| Delko-Marseille Provence-KTM \| + 52 s \| \| 14e \| Anthony Perez \| France \| Cofidis, Solutions Crédits \| + 1 min 02 s \| \| 15e \| Romain Seigle \| France \| FDJ \| + 1 min 03 s \| |                    |        |                              |                  |
| |                    |        |                              |                  |
| Source : ProCyclingStats |                    |        |                              |                  |
| Classement général |                    |        |                              |                  |
| Coureur | Coureur            | Pays   | Équipe                       | Temps            |
| 1er | Alexandre Geniez   | France | AG2R La Mondiale             | 12 h 13 min 05 s |
| 2e | Tony Gallopin      | France | AG2R La Mondiale             | + 5 s            |
| 3e | Rudy Molard        | France | FDJ                          | + 7 s            |
| 4e | Sylvain Chavanel   | France | Direct Énergie               | + 11 s           |
| 5e | Lilian Calmejane   | France | Direct Énergie               | + 13 s           |
| 6e | Mathias Le Turnier | France | Cofidis, Solutions Crédits   | + 14 s           |
| 7e | Mathias Frank      | Suisse | AG2R La Mondiale             | + 16 s           |
| 8e | Jonathan Hivert    | France | Direct Énergie               | + 19 s           |
| 9e | David Gaudu        | France | FDJ                          | + 24 s           |
| 10e | Quentin Pacher     | France | Vital Concept                | + 41 s           |
| 11e | Maxime Bouet       | France | Fortuneo-Samsic              | + 42 s           |
| 12e | Yoann Bagot        | France | Vital Concept                | + 42 s           |
| 13e | Rémy Di Grégorio   | France | Delko-Marseille Provence-KTM | + 52 s           |
| 14e | Anthony Perez      | France | Cofidis, Solutions Crédits   | + 1 min 02 s     |
| 15e | Romain Seigle      | France | FDJ                          | + 1 min 03 s     |

### Classements annexes
| Classement par points | Classement par points | Classement par points | Classement par points           | Classement par points |
| Coureur               | Coureur               | Pays                  | Équipe                          | Points                |
| --------------------- | --------------------- | --------------------- | ------------------------------- | --------------------- |
| 1er                   | Christophe Laporte    | France                | Cofidis, Solutions Crédits      | 50 pts                |
| 2e                    | Pierre Barbier        | France                | Roubaix Lille Métropole         | 36 pts                |
| 3e                    | Lilian Calmejane      | France                | Direct Énergie                  | 32 pts                |
| 4e                    | Rémy Di Grégorio      | France                | Delko-Marseille Provence-KTM    | 25 pts                |
| 5e                    | Diego Pablo Sevilla   | Espagne               | Polartec-Kometa                 | 24 pts                |
| 6e                    | Jonas Van Genechten   | Belgique              | Vital Concept                   | 23 pts                |
| 7e                    | Marco Bernardinetti   | Italie                | Amore & Vita-Prodir             | 20 pts                |
| 8e                    | Eduard-Michael Grosu  | Roumanie              | Nippo-Vini Fantini-Europa Ovini | 20 pts                |
| 9e                    | Tony Gallopin         | France                | AG2R La Mondiale                | 16 pts                |
| 10e                   | Jonathan Hivert       | France                | Direct Énergie                  | 14 pts                |

| Classement par points | Classement par points | Classement par points | Classement par points           | Classement par points |
| Coureur               | Coureur               | Pays                  | Équipe                          | Points                |
| --------------------- | --------------------- | --------------------- | ------------------------------- | --------------------- |
| 1er                   | Christophe Laporte    | France                | Cofidis, Solutions Crédits      | 50 pts                |
| 2e                    | Pierre Barbier        | France                | Roubaix Lille Métropole         | 36 pts                |
| 3e                    | Lilian Calmejane      | France                | Direct Énergie                  | 32 pts                |
| 4e                    | Rémy Di Grégorio      | France                | Delko-Marseille Provence-KTM    | 25 pts                |
| 5e                    | Diego Pablo Sevilla   | Espagne               | Polartec-Kometa                 | 24 pts                |
| 6e                    | Jonas Van Genechten   | Belgique              | Vital Concept                   | 23 pts                |
| 7e                    | Marco Bernardinetti   | Italie                | Amore & Vita-Prodir             | 20 pts                |
| 8e                    | Eduard-Michael Grosu  | Roumanie              | Nippo-Vini Fantini-Europa Ovini | 20 pts                |
| 9e                    | Tony Gallopin         | France                | AG2R La Mondiale                | 16 pts                |
| 10e                   | Jonathan Hivert       | France                | Direct Énergie                  | 14 pts                |

| Classement de la montagne | Classement de la montagne | Classement de la montagne | Classement de la montagne    | Classement de la montagne |
| Coureur                   | Coureur                   | Pays                      | Équipe                       | Points                    |
| ------------------------- | ------------------------- | ------------------------- | ---------------------------- | ------------------------- |
| 1er                       | Diego Pablo Sevilla       | Espagne                   | Polartec-Kometa              | 22 pts                    |
| 2e                        | Ángel Madrazo             | Espagne                   | Delko-Marseille Provence-KTM | 15 pts                    |
| 3e                        | Jérôme Mainard            | France                    | Roubaix Lille Métropole      | 14 pts                    |
| 4e                        | Marco Bernardinetti       | Italie                    | Amore & Vita-Prodir          | 12 pts                    |
| 5e                        | Nikolay Mihaylov          | Bulgarie                  | Delko-Marseille Provence-KTM | 12 pts                    |
| 6e                        | Perrig Quéméneur          | France                    | Direct Énergie               | 10 pts                    |
| 7e                        | Sylvain Chavanel          | France                    | Direct Énergie               | 10 pts                    |
| 8e                        | Rémy Di Grégorio          | France                    | Delko-Marseille Provence-KTM | 8 pts                     |
| 9e                        | Fernando Barceló          | Espagne                   | Euskadi-Murias               | 8 pts                     |
| 10e                       | Lilian Calmejane          | France                    | Direct Énergie               | 6 pts                     |

| Classement de la montagne | Classement de la montagne | Classement de la montagne | Classement de la montagne    | Classement de la montagne |
| Coureur                   | Coureur                   | Pays                      | Équipe                       | Points                    |
| ------------------------- | ------------------------- | ------------------------- | ---------------------------- | ------------------------- |
| 1er                       | Diego Pablo Sevilla       | Espagne                   | Polartec-Kometa              | 22 pts                    |
| 2e                        | Ángel Madrazo             | Espagne                   | Delko-Marseille Provence-KTM | 15 pts                    |
| 3e                        | Jérôme Mainard            | France                    | Roubaix Lille Métropole      | 14 pts                    |
| 4e                        | Marco Bernardinetti       | Italie                    | Amore & Vita-Prodir          | 12 pts                    |
| 5e                        | Nikolay Mihaylov          | Bulgarie                  | Delko-Marseille Provence-KTM | 12 pts                    |
| 6e                        | Perrig Quéméneur          | France                    | Direct Énergie               | 10 pts                    |
| 7e                        | Sylvain Chavanel          | France                    | Direct Énergie               | 10 pts                    |
| 8e                        | Rémy Di Grégorio          | France                    | Delko-Marseille Provence-KTM | 8 pts                     |
| 9e                        | Fernando Barceló          | Espagne                   | Euskadi-Murias               | 8 pts                     |
| 10e                       | Lilian Calmejane          | France                    | Direct Énergie               | 6 pts                     |

| Classement du meilleur jeune | Classement du meilleur jeune | Classement du meilleur jeune | Classement du meilleur jeune | Classement du meilleur jeune |
| Coureur                      | Coureur                      | Pays                         | Équipe                       | Temps                        |
| ---------------------------- | ---------------------------- | ---------------------------- | ---------------------------- | ---------------------------- |
| 1er                          | Mathias Le Turnier           | France                       | Cofidis, Solutions Crédits   | 12 h 13 min 19 s             |
| 2e                           | David Gaudu                  | France                       | FDJ                          | + 10 s                       |
| 3e                           | Romain Seigle                | France                       | FDJ                          | + 49 s                       |
| 4e                           | Michel Ries                  | Luxembourg                   | Polartec-Kometa              | + 1 min 07 s                 |
| 5e                           | Miguel Ángel Ballesteros     | Espagne                      | Polartec-Kometa              | + 1 min 24 s                 |
| 6e                           | Cyril Barthe                 | France                       | Euskadi-Murias               | + 1 min 39 s                 |
| 7e                           | Patrick Müller               | Suisse                       | Vital Concept                | + 3 min 34 s                 |
| 8e                           | Julien Mortier               | Belgique                     | WB-Aqua Protect-Veranclassic | + 3 min 36 s                 |
| 9e                           | Dorian Godon                 | France                       | Cofidis, Solutions Crédits   | + 6 min 07 s                 |
| 10e                          | Luca Henn                    | Allemagne                    | Team Lotto-Kern Haus         | + 6 min 24 s                 |

| Classement du meilleur jeune | Classement du meilleur jeune | Classement du meilleur jeune | Classement du meilleur jeune | Classement du meilleur jeune |
| Coureur                      | Coureur                      | Pays                         | Équipe                       | Temps                        |
| ---------------------------- | ---------------------------- | ---------------------------- | ---------------------------- | ---------------------------- |
| 1er                          | Mathias Le Turnier           | France                       | Cofidis, Solutions Crédits   | 12 h 13 min 19 s             |
| 2e                           | David Gaudu                  | France                       | FDJ                          | + 10 s                       |
| 3e                           | Romain Seigle                | France                       | FDJ                          | + 49 s                       |
| 4e                           | Michel Ries                  | Luxembourg                   | Polartec-Kometa              | + 1 min 07 s                 |
| 5e                           | Miguel Ángel Ballesteros     | Espagne                      | Polartec-Kometa              | + 1 min 24 s                 |
| 6e                           | Cyril Barthe                 | France                       | Euskadi-Murias               | + 1 min 39 s                 |
| 7e                           | Patrick Müller               | Suisse                       | Vital Concept                | + 3 min 34 s                 |
| 8e                           | Julien Mortier               | Belgique                     | WB-Aqua Protect-Veranclassic | + 3 min 36 s                 |
| 9e                           | Dorian Godon                 | France                       | Cofidis, Solutions Crédits   | + 6 min 07 s                 |
| 10e                          | Luca Henn                    | Allemagne                    | Team Lotto-Kern Haus         | + 6 min 24 s                 |

| Classement | Classement   | Classement | Classement      | Classement |
|            | Coureur      | Pays       | Équipe          | Temps      |
| ---------- | ------------ | ---------- | --------------- | ---------- |
| 1er        | Maxime Bouet | France     | Fortuneo-Samsic |            |
| modifier   |              |            |                 |            |

| Classement par équipes | Classement par équipes       | Classement par équipes | Classement par équipes |
| Équipe                 | Équipe                       | Pays                   | Temps                  |
| ---------------------- | ---------------------------- | ---------------------- | ---------------------- |
| 1re                    | AG2R La Mondiale             | France                 | 36 h 39 min 36 s       |
| 2e                     | Direct Énergie               | France                 | + 22 s                 |
| 3e                     | FDJ                          | France                 | + 54 s                 |
| 4e                     | Vital Concept                | France                 | + 1 min 59 s           |
| 5e                     | Saint Michel-Auber 93        | France                 | + 2 min 42 s           |
| 6e                     | Fortuneo-Samsic              | France                 | + 2 min 45 s           |
| 7e                     | WB-Aqua Protect-Veranclassic | Belgique               | + 4 min 26 s           |
| 8e                     | Delko-Marseille Provence-KTM | France                 | + 4 min 26 s           |
| 9e                     | Cofidis, Solutions Crédits   | France                 | + 7 min 04 s           |
| 10e                    | Polartec-Kometa              | Espagne                | + 8 min 48 s           |

| Classement par équipes | Classement par équipes       | Classement par équipes | Classement par équipes |
| Équipe                 | Équipe                       | Pays                   | Temps                  |
| ---------------------- | ---------------------------- | ---------------------- | ---------------------- |
| 1re                    | AG2R La Mondiale             | France                 | 36 h 39 min 36 s       |
| 2e                     | Direct Énergie               | France                 | + 22 s                 |
| 3e                     | FDJ                          | France                 | + 54 s                 |
| 4e                     | Vital Concept                | France                 | + 1 min 59 s           |
| 5e                     | Saint Michel-Auber 93        | France                 | + 2 min 42 s           |
| 6e                     | Fortuneo-Samsic              | France                 | + 2 min 45 s           |
| 7e                     | WB-Aqua Protect-Veranclassic | Belgique               | + 4 min 26 s           |
| 8e                     | Delko-Marseille Provence-KTM | France                 | + 4 min 26 s           |
| 9e                     | Cofidis, Solutions Crédits   | France                 | + 7 min 04 s           |
| 10e                    | Polartec-Kometa              | Espagne                | + 8 min 48 s           |

#### Autres classements
Lilian Calmejane remporte le classement du combiné et Kévin Ledanois est déclaré meilleur combatif.

### Classements UCI
La course attribue le même nombre de points pour l'UCI Europe Tour 2018 et le Classement mondial UCI (pour tous les coureurs).
| Position           | 1er | 2e | 3e | 4e | 5e | 6e | 7e | 8e | 9e | 10e | 11e | 12e | 13e à 15e | 16e à 25e |
| Classement général | 125 | 85 | 70 | 60 | 50 | 40 | 35 | 30 | 25 | 20  | 15  | 10  | 5         | 3         |
| Par étape          | 14  | 5  | 3  |    |    |    |    |    |    |     |     |     |           |           |
| Leader, par étape  | 3   |    |    |    |    |    |    |    |    |     |     |     |           |           |

## Évolution des classements
| Étape              | Vainqueur          | Classement général | Classement par points | Classement de la montagne | Classement du meilleur jeune | Classement du combiné | Classement par équipes |
| ------------------ | ------------------ | ------------------ | --------------------- | ------------------------- | ---------------------------- | --------------------- | ---------------------- |
| 1                  | Alexandre Geniez   | Alexandre Geniez   | non attribué          | non attribué              | Bruno Armirail               | non attribué          | AG2R La Mondiale       |
| 2                  | Christophe Laporte | Alexandre Geniez   | Christophe Laporte    | Marco Bernardinetti       | Bruno Armirail               |                       | AG2R La Mondiale       |
| 3                  | Rémy Di Grégorio   | Alexandre Geniez   | Lilian Calmejane      | Ángel Madrazo             | Mathias Le Turnier           | Ludovic Robeet        | AG2R La Mondiale       |
| 4                  | Christophe Laporte | Alexandre Geniez   | Christophe Laporte    | Diego Sevilla             | Mathias Le Turnier           | Lilian Calmejane      | AG2R La Mondiale       |
| Classements finals | Classements finals | Alexandre Geniez   | Christophe Laporte    | Diego Sevilla             | Mathias Le Turnier           | Lilian Calmejane      | AG2R La Mondiale       |

## Liste des participants
- Liste de départ complète